# Heinrich Meschwitz

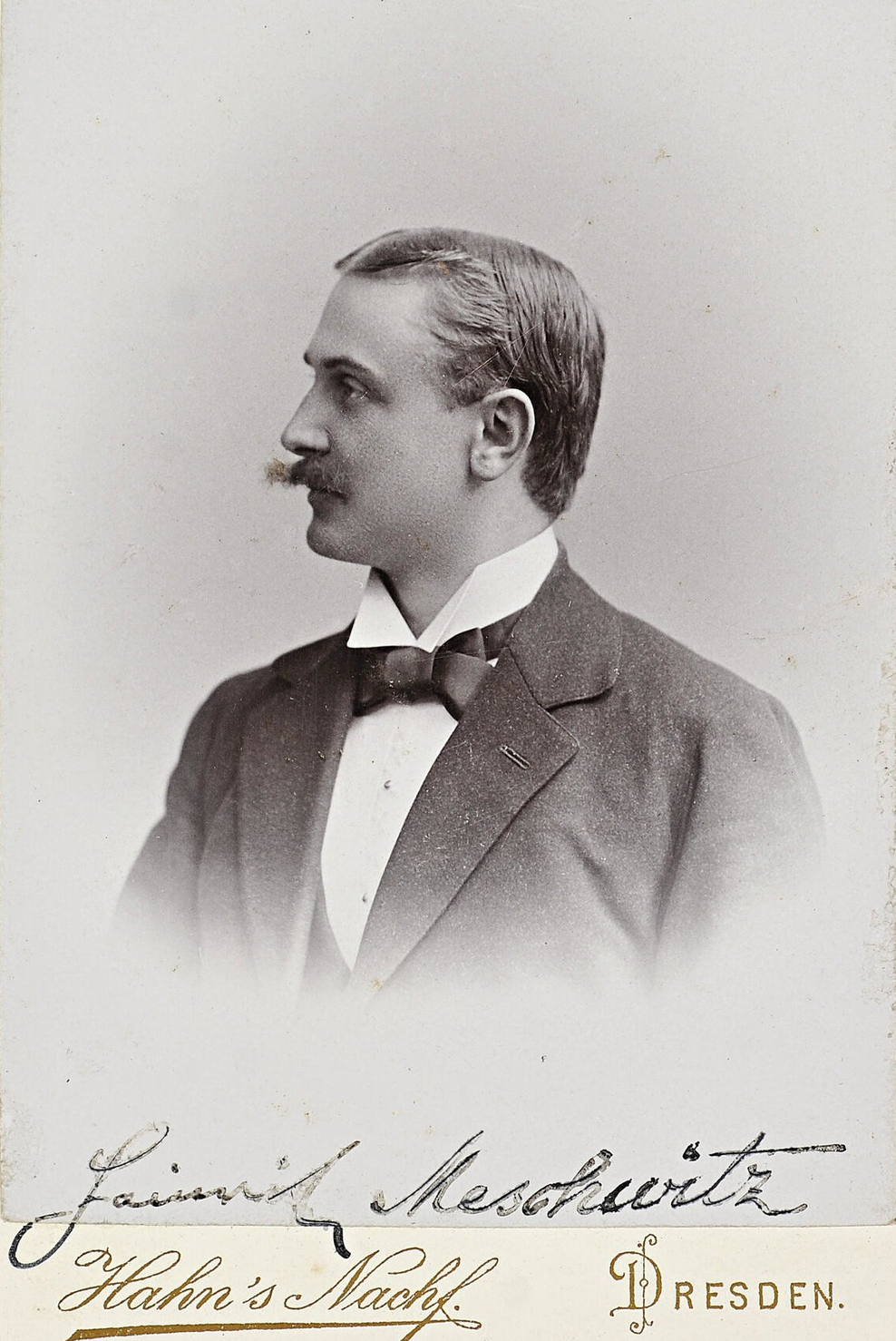
Heinrich Meschwitz

Heinrich Emil Meschwitz (* 15. Juli 1869 in Dresden; † 23. Dezember 1927 ebenda) war ein deutscher Offizier, Schriftsteller und Bibliothekar.

## Leben
Heinrich Meschwitz war ein Sohn des Dresdner Forstinspektors Friedrich Wilhelm Meschwitz. Er hatte einige Schwestern, nämlich Anna, Rosa und Martha. Er besuchte ab 1875 private Schulen, bevor er 1884 als Kadett in das sächsische Kadettenkorps eintrat. Nach vieljähriger Erziehung wurde er 1891 als Fähnrich dem 9. Infanterie-Regiment Nr. 133 übergeben. Am 24. August 1891 avancierte er zum Leutnant und schied schon 1894 aufgrund gesundheitlicher Nichteignung aus dem Dienst aus. Er orientierte sich beruflich um und absolvierte zahlreiche Sprachstudien, unternahm einige Auslandsreisen und betätigte sich im Versicherungswesen. 1899 wurde er Bibliothekar bei der Gehe-Stiftung in Dresden. 1909 wurde er Mitglied im Verein für Sächsische Volkskunde. 1912 wurde er in die Dresdner Freimaurerloge aufgenommen.
Nach Ausbruch des Ersten Weltkrieges wurde Heinrich Meschwitz als Reserveoffizier wiederverwendet und zum Erzieher beim königlichen Kadettenkorps ernannt. Nach Beförderung zum Oberleutnant wurde ihm im Dezember 1915 vom sächsischen König Friedrich August III. das Kriegsverdienstkreuz verliehen. Im Januar 1917 erfolgte seine Beförderung zum Hauptmann.
Nach Kriegsende gründete er 1922 ein Schülerinternat in Cossebaude, welches er leitete. Nach Schließung im Oktober 1926 gründete er ein neues Schülerinternat in Oberstdorf/Allgäu. Im September 1927 durchlief er eine private Insolvenz und kehrte nach Dresden zurück. Er wurde auf dem St.-Pauli-Friedhof in Dresden bestattet, wo die Meschwitz-Eiche noch heute die Lage der 1960 aufgelösten Familiengrabstätte markiert. Heinrich Meschwitz hatte keine Kinder.

## Werke
- In Poseidons Lehrstube. Eine Erzählung aus dem Seekadettenleben. Alexander Köhler, 1902
- Geschichte des Königlich Sächsischen Kadetten- und Pagen-Korps von dessen Begründung bis zur Gegenwart. C. Damm, 1907
- Willy Baumann. Eine Händlergeschichte aus der Deutschen Südsee. Lautenschläger, 1910
- Geschichte der Dresdner Heide und ihrer Bewohnerschaft. C. Heinrich, 1911
- Im Banne des Magiers. Reißner, 1916
- Mein Vaterhaus. Erinnerungsblätter aus dem Leben einer alten Forstmannfamilie. Reißner, 1920
- Boxer und Blaujacke. Eine Kriegsgeschichte aus China. Alexander Köhler, 1920